# Mazatán (Sonora)
Mazatán è un comune del Messico, situato nello stato di Sonora.